# Чикан (село)
Чикан — село в Жигаловском районе Иркутской области России. Административный центр Чиканского сельского поселения.

## География
Находится на левом берегу реки Тутура, примерно в 29 км к востоку-северо-востоку (ENE) от районного центра, посёлка Жигалово, на высоте 448 метров над уровнем моря.

## Население
| 2002 | 2010 | 2011 | 2012 |
| ---- | ---- | ---- | ---- |
| 391  | ↘384 | ↘382 | ↘381 |

По данным Всероссийской переписи, в 2010 году численность населения села составляла 384 человек (190 мужчин и 194 женщины).

## Улицы
Уличная сеть села состоит из 9 улиц.

## Известные люди
В селе родился военный врач, участник Великой Отечественной войны Иван Алексеевич Наумов.